# Albatros des Galapagos
Phoebastria irrorata
Espèce
Synonymes
- Diomedea irrorata

Statut de conservation UICN

 CR B2ab(v) : 
En danger critique
L'Albatros des Galapagos (Phoebastria irrorata) est la seule espèce d'albatros vivant en zone tropicale.

## Nidification
Il se reproduit seulement sur l'île d'Española, dans l'archipel des Galápagos, et dans l'île de la Plata, près de la côte équatorienne,.
Les nids sont généralement placés sur des champs de lave ou sur un sol à la végétation clairsemée.

## Alimentation
Comme tous les albatros, cette espèce se nourrit principalement de poissons et de calamars mais aussi de nourriture régurgitée par d'autres oiseaux.

## Répartition
En mer, on le rencontre principalement près des côtes du Pérou et de l'Équateur.

## Population
La population mondiale est estimée à 35 000 adultes, l'espèce est vulnérable à la sur-pêche et au tourisme de masse qui met en danger l'écosystème.

## Galerie

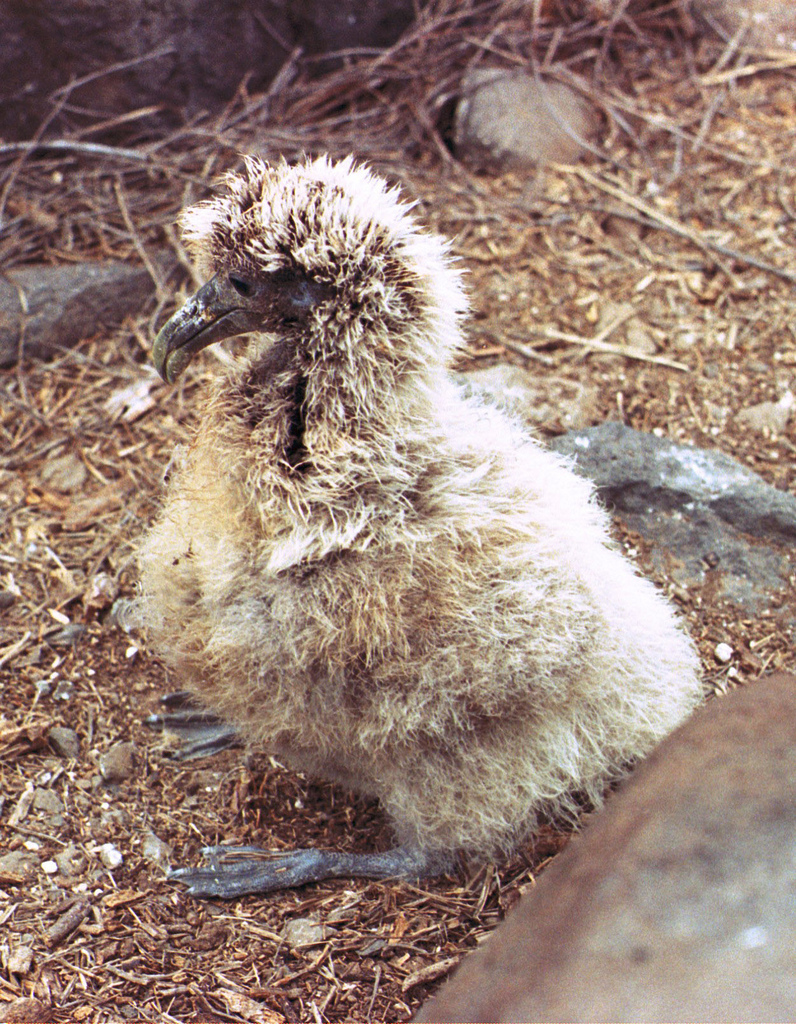
Poussin
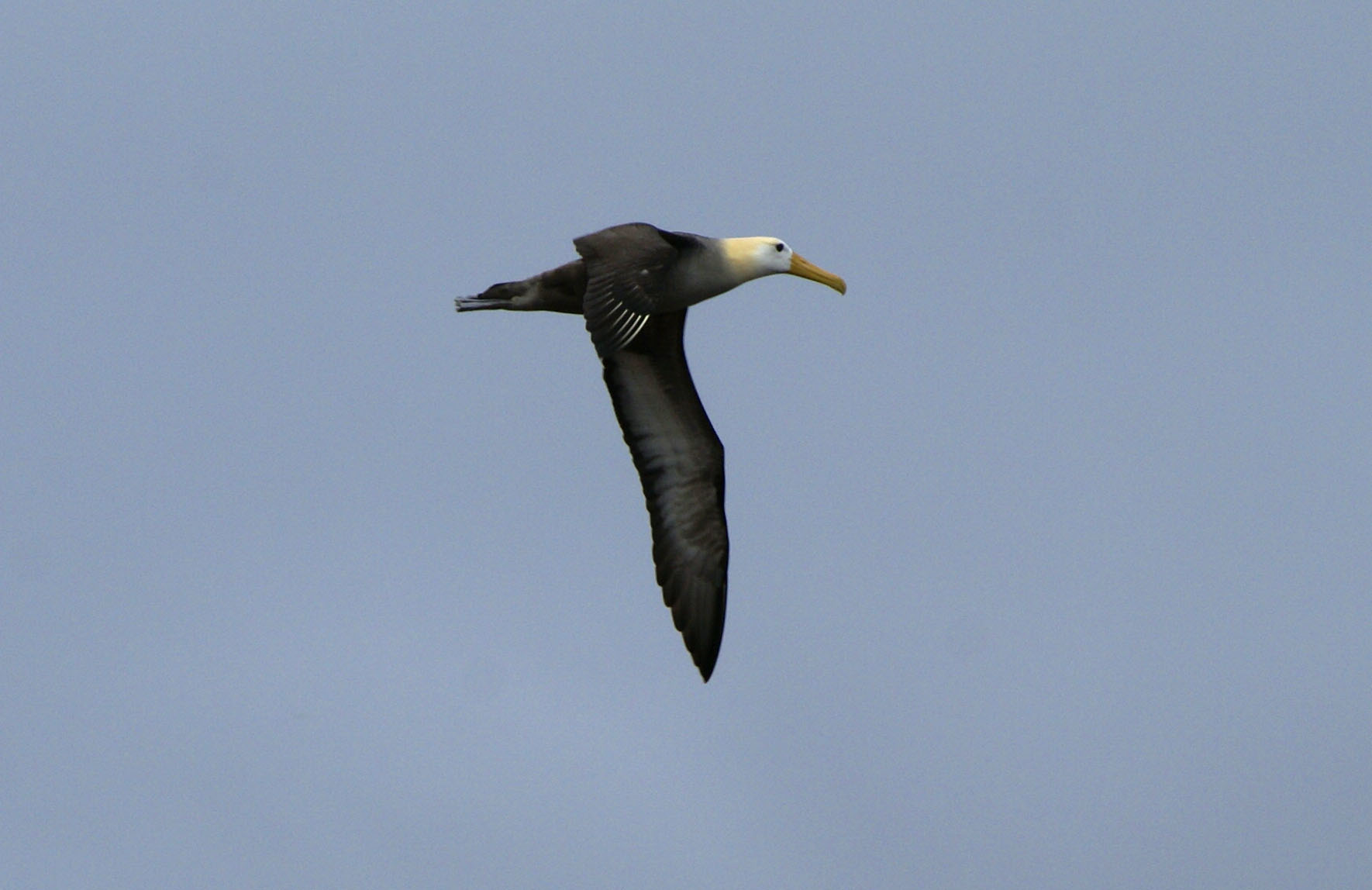
En vol